# 野方村
野方村（のがたむら）は、鹿児島県囎唹郡にあった村。旧南諸県郡（1883年以前は諸県郡）。
昭和大合併期に分割され、現在は大崎町野方・志布志市有明町山重・曽於市大隅町荒谷の各一部。
当項目で「1880年ごろ」と記載されている事項については、注釈がない限り『日向地誌』（平部嶠南、1884年）によるものである。

## 地理
鹿児島県庁より東へ16里30町、宮崎県庁より（都城経由で）18里35町に位置し、東西約1里・南北約2里に及ぶ。
全体として起伏に富んだ地形であり、平地は荒佐野にみられるのみである。大隅町月野・西志布志村伊崎田との境を、菱田川水系の大鳥川が東流している。
明治初期（1880年ごろ）における土地利用は田78町・畑755町と、畑地としての利用が圧倒的に多い。畑地はシラス台地に位置しており、明治初期においても灌漑が実施されていたが、干ばつには対応できなかった。

### 人口
1880年ごろの人口は1,973人（男1,017人・女956人）、世帯数は440世帯（神社1戸含む）。このうち士族は278人（64世帯）となる。
自治体（地方公共団体）としての野方村成立時（1891年）の人口は約1,800人であった。以後の人口・世帯数の変遷は以下のようになる。
- 1911年12月末 - 3,191人（659世帯）[4]
- 1920年10月1日 - 3,834人[5]
- 1925年10月1日 - 4,032人（919世帯）[6]
- 1930年10月1日 - 4,423人[5]
- 1935年10月1日 - 4,734人[5]
- 1946年4月26日 - 5,672人（1,084世帯）[7]

### 産業
1880年ごろはほぼ全世帯が農業に従事しており、牛馬売買をする世帯も20戸あった。

### 地名
『日向地誌』による明治初期（1880年ごろ）の字地。
- 鍋 - 野方村の東に位置する。6世帯。
- 山重 - 鍋から北西に6町。13世帯。志布志市有明町山重として現存。
- 平野 - 山重から北西に7町。23世帯。現在は志布志市有明町山重の一部。照日神社の旧所在地。
- 上別府 - 平野から西に8町。12世帯。
- 大迫 - 上別府から北西に5町。8世帯。
- 荒谷 - 大迫から北西に12町。38世帯。曽於市大隅町荒谷として現存。
- 水ノ谷 - 荒谷から南西に15町。48世帯。
- 塗木 - 水ノ谷から南西に12町。8世帯。
- 中組 - 塗木から南東に14町。30世帯。戸長役場が置かれていた。
- 仮屋ヶ谷 - 中組から南東に17、8町。20世帯。
- 篠谷 - 仮屋ヶ谷から南に14、5町。18世帯。
- 鎌ヶ宇土 - 篠谷から西に14、5町。7世帯。
- 荒佐野 - 鎌ヶ宇土から西に14、5町。57世帯。照日神社（旧・伊勢神社）の所在地。
- 福岡 - 荒佐野から西に18町。14世帯。
- 立小野 - 福岡から南に約1里。40世帯。
- 黒石 - 立小野から東に20町。11世帯。

### 隣接していた村
『日向地誌』を基本として、昭和大合併後・平成大合併後の自治体名を付記する。
諸県郡は日向国、肝属郡・曽於郡は大隅国所属である。
東
- 諸県郡志布志郷月野村（大隅町、現曽於市）
- 諸県郡志布志郷伊崎田村（西志布志村→有明町、現志布志市）

北
- 曽於郡恒吉郷大谷村（大隅町、現曽於市）

北西
- 曽於郡市成郷諏訪原村（輝北町、現鹿屋市）

西
- 肝属郡百引（もびき）郷平房村（輝北町、現鹿屋市）

南西
- 肝属郡百引郷竹下村（輝北町、現鹿屋市）
- 肝属郡高隈郷下高隈村（鹿屋市）

南
- 諸県郡大崎郷持留村（大崎町）
- 諸県郡志布志郷蓬原村（西志布志村→有明町、現志布志市）
- 肝属郡串良郷細山田村（串良町、現鹿屋市）

### 主要地までの距離・方角
『日向地誌』に基づく。地名は現在のものとした。
北西
- 霧島市福山町 - 7里30町

北
- 曽於市大隅町岩川 - 1里30町
- 都城市 - 6里

北東
- 日南市飫肥 - 14里14町

南
- 大崎町役場付近 - 2里

南東
- 志布志市志布志町 - 3里

東
- 串間市 - 6里34町

## 歴史

### 近世以前
廃藩置県までは日向国諸県郡大崎郷野方村。
中世以降は肝付氏→新納氏（文明期 - 15世紀後半以降）→島津氏（天文7年 - 1538年以降）→肝付氏（天文13年 - 1544年以降）を経て、天正期（1574年）に肝付氏が島津氏に降伏。その後は島津氏（薩摩藩）領となる。江戸時代は大崎郷（外城）内の一か村であった。

#### 荒佐の開拓
荒佐集落（あらさ）は元禄期（1690年代）に摂津国・和泉国から約240人が移住し開拓したことにはじまる。伊勢神社（現在の照日神社）はこのときに勧請したものである。

### 近現代
廃藩置県後は鹿児島県→都城県→宮崎県→鹿児島県所属となり、1883年の宮崎県再置により諸県郡が南北に分割された。
1889年4月1日、町村制施行に伴い大崎郷内の10村（仮宿村、持留村、岡別府村、菱田村、永吉村、益丸村、神領村、横瀬村、井俣村、野方村）が合併して南諸県郡大崎村が成立。野方村は大崎村の大字「野方」として残置された。

#### 大崎村からの分立

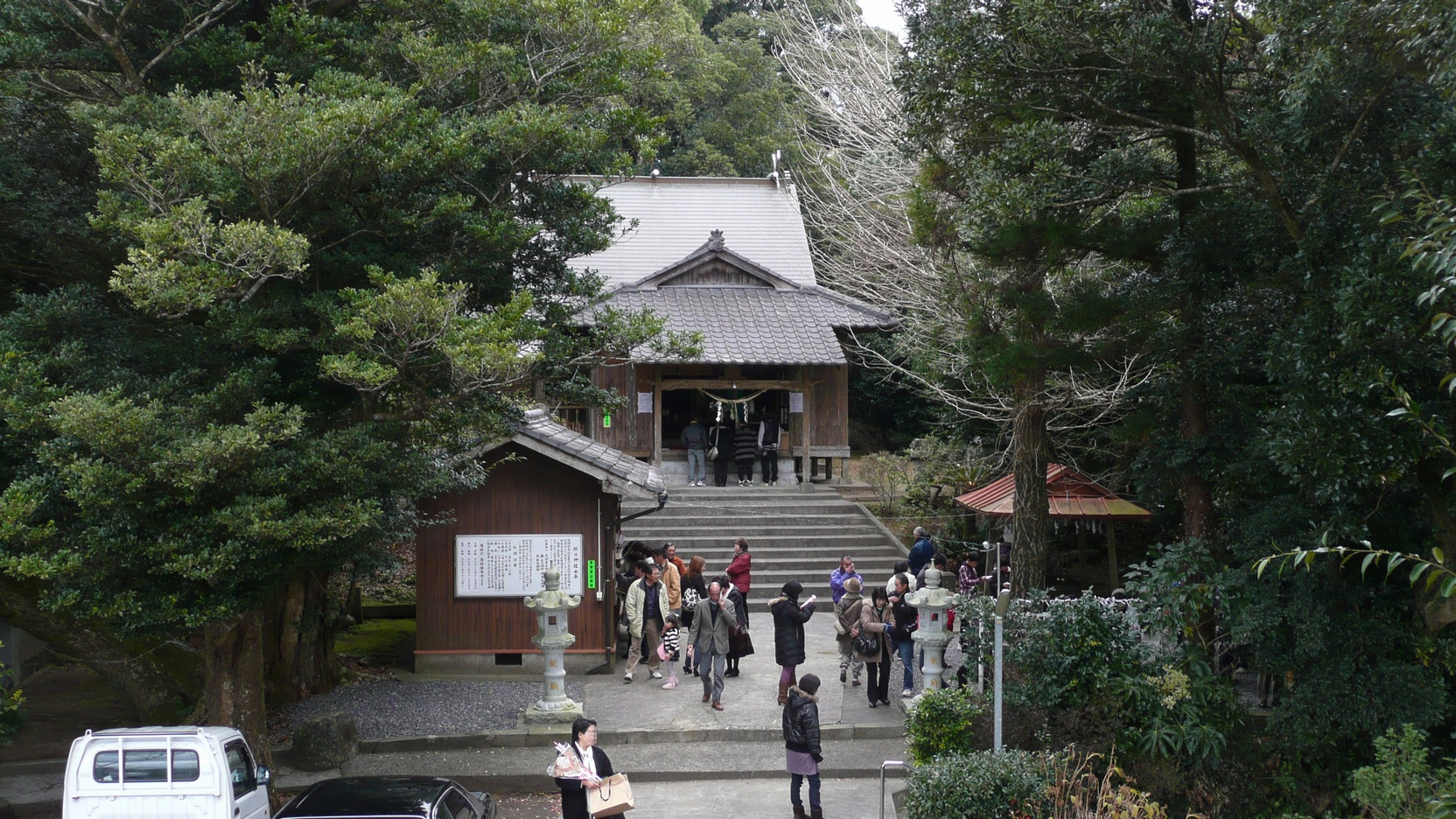
照日神社（2009年）

1889年の町村制施行当初は大崎郷全体で大崎村として発足したが、1891年2月または8月8日に野方が単独の自治体として独立した。これは大崎村が当時の自治体としては広大であったことや、麓集落（現在の大崎町役場付近）の士族（旧郷士）による支配への反発が理由であったが、後者については以下の出来事が発端といわれている。
かつて平野に鎮座していた照日神社が、1875年に荒佐野の伊勢神社へ合祀されることとなり、無格社であった伊勢神社は照日神社と改称、村社へと昇格した。村社においては社掌の有資格者でなければ社務を司ることが出来なかったが、荒佐野には資格者がいなかったため、麓集落の士族が代わりに司ることとなった。賽銭代・お手札代といった諸収入は士族持ちであったのに対し、社殿の修理は地元住民に負担させるといった横暴を働いていた。
1880年代になって荒佐野にも社掌の資格者が現れた。このため士族に社掌職の返還を求めたが応じることはなかった。これが発端となり、1889年10月、鹿児島県に野方村の分村を希望することとなった。野方村は1891年に独立したが、初代村長には麓集落の士族が就任。真の意味で独立を果たしたのは、第5代村長として野方村出身の瀬戸貞行が就任した、1895年のことであった。
1891年当時の人口は約1,800人であった。
- 1891年8月8日 - 大崎村から野方村が分立[12]。
- 1897年4月1日 - 南諸県郡が東囎唹郡と合併して囎唹郡となる[13]。
- 1936年1月1日 - 大崎村が町制施行して大崎町となる。

#### 分割・3町村への編入

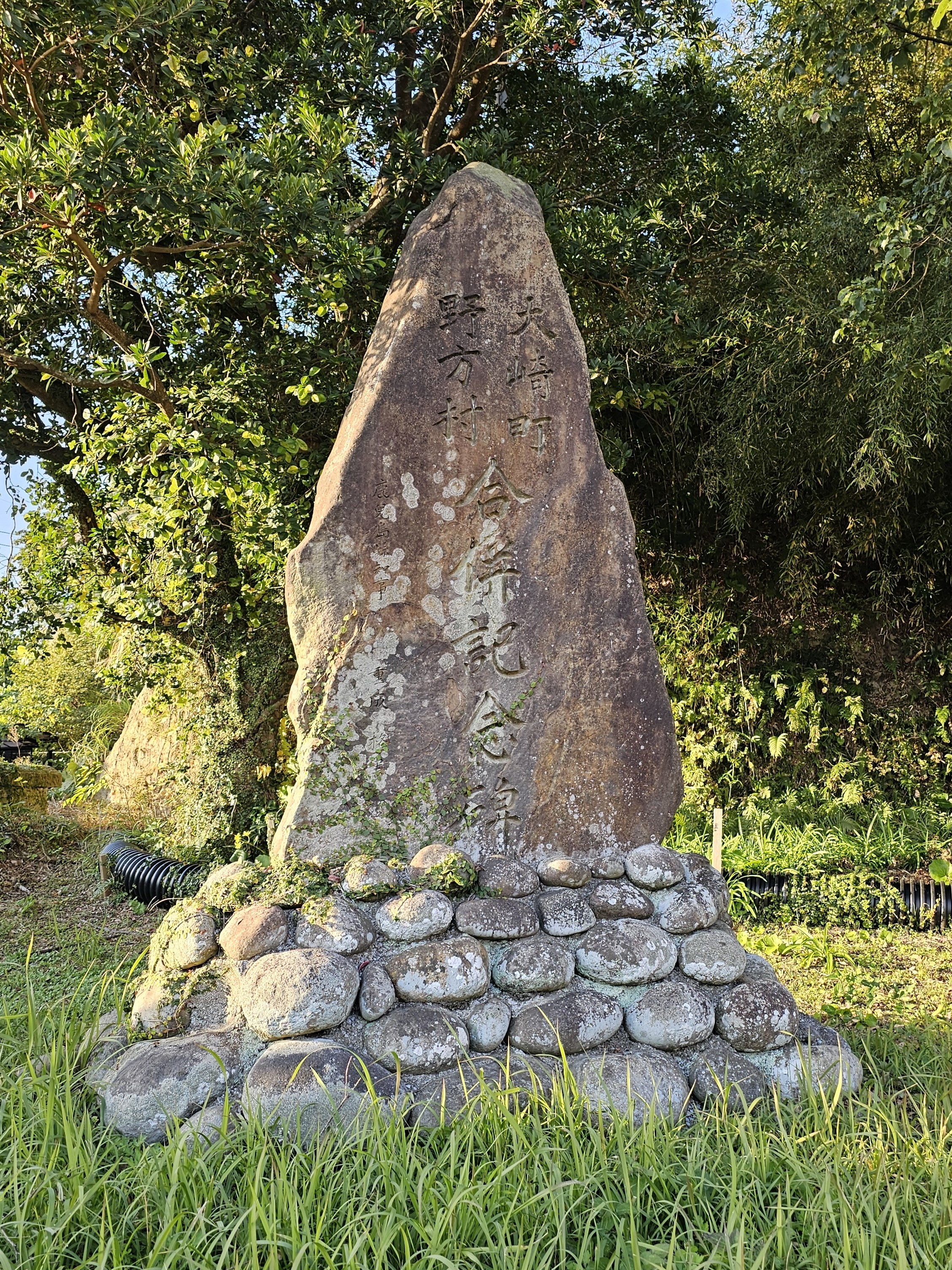
大崎町・野方村合併記念碑（大崎町役場敷地に設置）

昭和の大合併でははじめ、野方村・百引村・市成村・高隈村の4村を合併し、人口2万人規模の町を誕生させる案が鹿児島県から示された（後に高隈村を除いた3村の案となる）。
これに対し野方村内では小学校区ごとに異なる意見が出された。荒谷小学校区では「大隅町への合併」、山重小学校区では「西志布志村（後の有明町）への合併」、野方小学校区・立小野小学校区では「大崎町への合併」が多数を占めた。合併問題は村長のリコール問題までに発展したが、1955年3月8日に村議会により3地区の分割・編入が決定。同年4月1日に野方村は分割・編入され廃止した。
鹿児島県は野方村・大崎町・西志布志村内の飛地の解消も提案していた。しかし「飛地であることへの不便がない」と各地域の強い反対により実現せず現在に至る。
平成の大合併では大崎町は単独町制を維持、有明町（旧西志布志村）は周辺2町と合併し志布志市に、大隅町も周辺2町と合併し曽於市となった。
- 1955年4月1日 - 大隅町、西志布志村、大崎町へ分割編入され消滅。

## 交通

### 道路
現在の路線名を基準とする。
国道

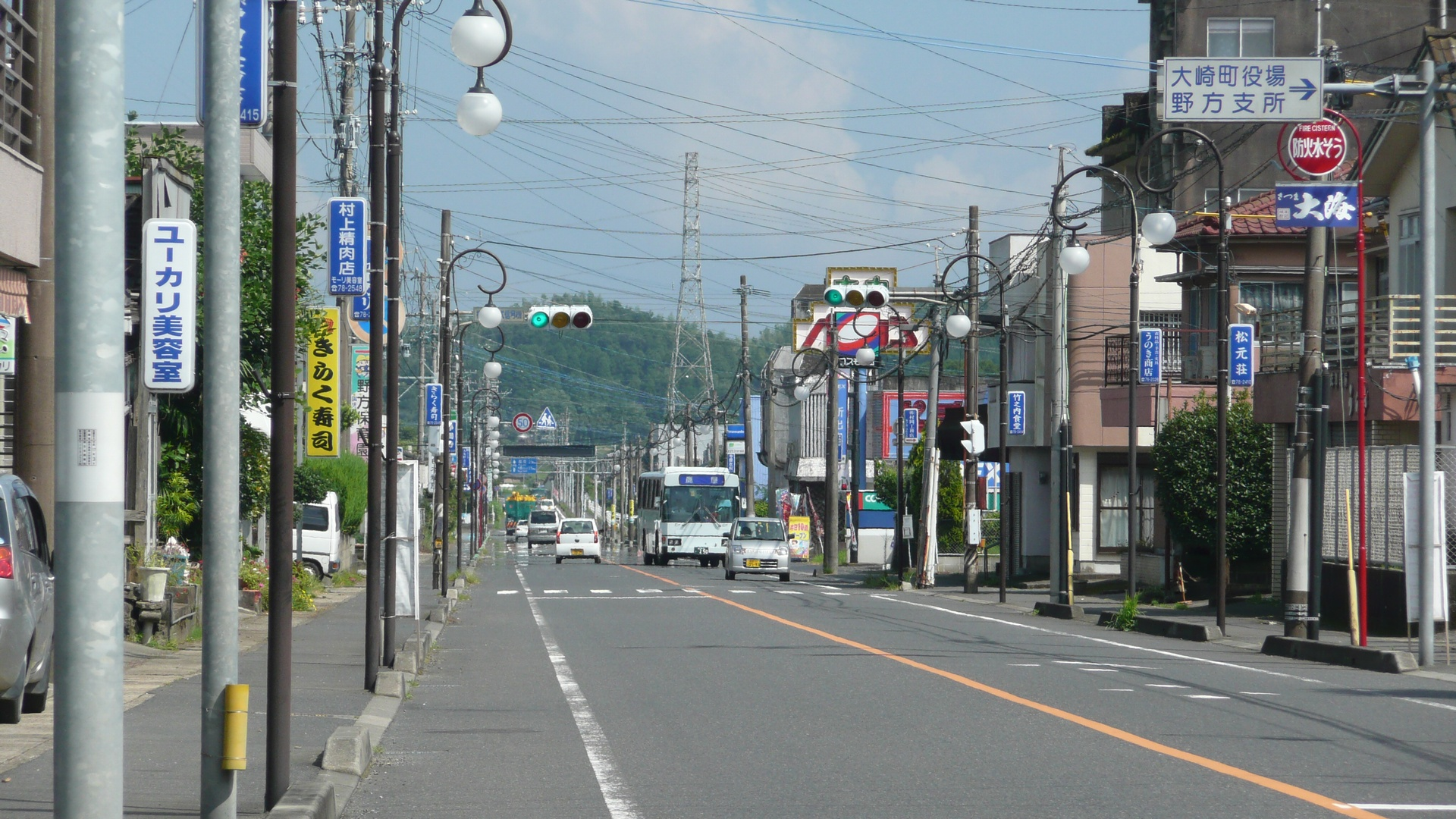
国道269号（2008年）

1955年当時は村内を通過する国道はなし。1963年に主要地方道都城鹿屋線が二級国道指宿宮崎線（国道269号）に昇格し、1965年に一般国道269号となった。
- 国道269号

主要地方道
1955年当時は「都城鹿屋線（国道269号の前身）」のみであり、下記の2路線はいずれも主要地方道として認定されていない。
- 鹿児島県道64号大崎輝北線
- 鹿児島県道72号垂水大崎線